# 킹롱 XMQ6120AGD5
킹롱 XMQ6120AGD5(영어:  King Long XMQ6120AGD5)는 중국의 버스 메이커인 킹롱에서 생산하는 저상버스이다.

## 사양
- 엔진 : 커민스 ISB6.7EV300B
- 최대 마력: 300 마력 (215.7kW) / 2300rpm
- 최대토크: 110.8kg-m / 1285~1800rpm
- 배기량 : 6,692.4cc
- 전방차축: ZF RL85A
- 후방차축: ZF AV132
- 변속기: ZF 에코라이프 6AP1400B 6 단 자동
- 전장: 12,000mm
- 축간거리: 5,850mm

## 경쟁 차종
에디슨모터스
- 에디슨모터스 화이버드
- 에디슨모터스 E-화이버드

현대자동차
- 현대 저상 슈퍼 에어로시티
- 현대 저상 뉴 슈퍼 에어로시티
- 현대 일렉시티

우진산전
- 우진산전 아폴로 1100

하이거 버스
- 하이거 하이퍼스 EV

MAN SE
- MAN 라이온스 시티

자일대우버스
- 대우 BS110CN 로얄논스텝
- 대우 BS120CN 로얄논스텝
- 자일대우 BS110 뉴 로얄논스텝